# Maria (singel Blondie)
„Maria” – utwór amerykańskiego zespołu Blondie, wydany jako inauguracyjny singel z siódmego albumu studyjnego, No Exit (1999). Jest to największy przebój zespołu od czasu reaktywacji i jeden z najbardziej popularnych w całym dorobku. Piosenka zajęła pierwsze miejsca na listach przebojów w wielu krajach, m.in. w Austrii, Belgii, Niemczech, Irlandii, Szwecji i Szwajcarii. W Wielkiej Brytanii, utwór uczynił z Blondie pierwszego wykonawcę mającego przez kolejne trzy dekady – lata 70., 80. i 90. – „numery jeden” na listach przebojów. Teledysk wyreżyserował Alan Smithee.

## Lista utworów
UK CD 1
1. „Maria” (Radio Edit) – 4:09
2. „Maria” (Soul Solution Remix Radio Edit) – 4:08
3. „Maria” (Talvin Singh Remix Edit) – 4:39

UK CD 2
1. „Maria” (Radio Edit) – 4:09
2. „Screaming Skin” (Live) [Debbie Harry, Chris Stein, Romy Ashby, Leigh Foxx] – 6:05
3. „In the Flesh” (Live) [Harry, Stein] – 2:56

UK CD 3 (promo only)
1. „Maria” (Radio Edit) – 4:09
2. „Maria” (Talvin Singh Rhythmic Remix) – 7:26

UK Cassette
1. „Maria” (Radio Edit) – 4:09
2. „Maria” (Soul Solution Remix Radio Edit) – 4:08

US CD
1. „Maria” (Soul Solution Full Remix) – 9:27
2. „Maria” (Talvin Singh Remix) – 7:27
3. „Maria” (Talvin Singh Rhythmic Remix Edit) – 4:39
4. „Maria” (Album Version) – 4:51

US 12" 1
1. „Maria” (Soul Solution Full Remix) – 9:27
2. „Maria” (Soul Solution Bonus Beats)
3. „Maria” (Talvin Singh Remix) – 7:27
4. „Maria” (Talvin Singh Rhythmic Remix Edit) – 4:39
5. „Maria” (Album Version) – 4:51

US 12" 2
1. „Maria” (Ether Dub)
2. „Maria” (White Trash Dub)

Mexico CD (promo only)
1. „Maria” (Radio Edit) – 4:12
2. „Maria” (Album Version) – 4:51
3. „Maria” (Soul Solution Radio Edit) – 4:08

Thailand CD (promo only)
1. „Maria” (Radio Edit) – 4:09
2. „Maria” (Talvin Singh Rhythmic Remix) – 7:26
3. „Maria” (Soul Solution Remix Radio Edit) – 4:08
4. „Maria” (Album Version) – 4:51
5. Radio Sampler of album "Best Music From Blah Blah Blah" – 7:03